# Aaron McGhee
Pour les articles homonymes, voir McGhee.
Aaron DeShon McGhee, né le 28 juin 1979 à Aurora (Illinois), est un joueur américain de basket-ball.

## Carrière

### Carrière universitaire
McGhee commence sa carrière universitaire dans l'équipe des Bearcats de Cincinnati, où il joue la saison 1998-1999 et réalise des moyennes de 2,8 points et 1,9 rebond en 30 matchs. Il quitte Cincinnati pour Vincennes University (en) à Vincennes (Indiana). McGhee y joue la saison 1999-2000 et est nommé dans la première équipe National Junior College Athletic Association All-American. Ses statistiques sont alors de 6,5 points, 9,0 rebonds, 1,8 passe et 1,6 contre par rencontre. Il est nommé MVP du tournoi national 2000 NJCAA avec 34,5 points par match, Vincennes terminant la saison avec un bilan de 32 victoires 5 défaites et se classe cinquième au tournoi national. Il détient le record de point marqué sur une seule saison pour Vincennes avec 874 points.
McGhee part ensuite jouer avec les Sooners de l'Oklahoma, où il apporte en moyenne 16 passes et 7,7 rebonds dans sa dernière année à Oklahoma. Il est l'une des principales raisons pour lesquelles les Sooners atteignent le Final Four NCAA cette année-là. En cinq matchs du tournoi NCAA, il réalise des moyennes de 21,8 points et 7,2 rebonds. Il marque 26 points et prend 12 rebonds lors de leur première victoire contre les Flames de l'université d'Illinois à Chicago, il marque ensuite respectivement 25, 21 et 15 points face aux Musketeers de l'université Xavier, aux Wildcats de l'Arizona et aux Tigers du Missouri. Lors de la demi-finale, il apporte 22 points et 8 rebonds dans une défaite face aux Hoosiers de l'Indiana. Sur l'ensemble de sa dernière année, il réussit 13 double-doubles (deux catégories statistiques supérieures à 10), deuxième derrière Drew Gooden. Il termine au 6e rang des marqueurs et 5e du classement des rebonds de la Big 12 Conference.
Ses statistiques universitaires sont de 11 points et 5 rebonds.
Malgré un bon camp à Portsmouth (dont il est désigné MVP), il n'est pas sélectionné lors de la draft 2002 de la NBA.

### Carrière professionnelle
Non choisi en NBA, McGhee part jouer en Europe, en Asie et à Porto Rico.
En décembre 2013, il est nommé meilleur joueur de la 6e journée de la saison régulière d'EuroChallenge avec une évaluation de 31 dans la victoire de BC Oural Iekaterinbourg face à Tofaş Bursa. Il marque 21 points à 5 sur 12 au tir et prend 18 rebonds. Il est de nouveau élu meilleur joueur de l'EuroChallenge en janvier 2014 lors de la 2e journée du Top 16. Il partage cette récompense avec son coéquipier Dmitri Flis et Barış Ermiş du Royal Halı Gaziantep. McGhee marque 23 points (à 9 sur 10 au lancer franc et 6 sur 10 au tir de champ) et prend 10 rebonds pour une évaluation de 30.